# Boas River
Boas River är ett vattendrag i Kanada.   Det ligger i territoriet Nunavut, i den östra delen av landet, 2 100 km norr om huvudstaden Ottawa.